# Retirada da República da China para Taiwan

Territórios reivindicados pela República da China de 1945 a 2005

A retirada da República da China para Taiwan, também conhecido como a retirada do Kuomintang para Taiwan ou (em Taiwan) "a grande retirada" refere-se ao êxodo dos remanescentes do governo do Kuomintang da República da China para a ilha de Taiwan em dezembro de 1949, no final da Guerra Civil Chinesa. O Kuomintang (KMT, Partido Nacionalista Chinês), seus oficiais e aproximadamente 2 milhões de tropas participaram do recuo; além de muitos civis e refugiados, fugindo dos avanços do Exército Popular de Libertação.
As tropas fugiram para Taiwan a partir de províncias no sul da China, incluindo a província de Sichuan, onde aconteceu a última parada do principal exército da República da China. O voo para Taiwan ocorreu quatro meses depois de Mao Tsé-Tung ter proclamado a fundação da República Popular da China (RPC) em Pequim, em 1º de outubro de 1949.
Depois da retirada, a liderança da República da China, liderada pelo generalíssimo presidente Chiang Kai-shek, que planejava que a retirada fosse apenas temporária, esperando reagrupar e fortalecer suas tropas e reconquistar a China continental. Este plano, que nunca chegou a ser concretizado, era conhecido como "Projeto Glória Nacional", e era definido como a prioridade nacional da República da China (RC). Uma vez que se tornou evidente que tal plano não poderia ser realizado, o foco nacional de Taiwan mudou para a modernização e o desenvolvimento econômico de Taiwan, mesmo que a RC continue reivindicando a soberania sobre as regiões sob controle da RPC.

## Contexto
A Guerra Civil Chinesa entre as forças do KMT de Chiang Kai-shek e o Partido Comunista Chinês (PCC) de Mao Tsé-Tung entrou em seu estágio final em 1945, após a rendição do Japão.  Ambos os lados procuravam controlar e unificar a China.  Enquanto Chiang dependia da assistência dos Estados Unidos, Mao contava com o apoio da União Soviética e também com a população rural da China.
O sangrento conflito entre o KMT e o PCC começou quando ambas as partes tentaram subjugar os senhores da guerra chineses no norte da China (1926-1928) e continuaram com a ocupação japonesa (1932-1945).  A necessidade de eliminar os senhores da guerra era vista como necessária tanto por Mao Tsé-Tung como por Chiang Kai-shek, mas por diferentes razões.  Para Mao, sua eliminação acabaria com o sistema feudal na China, encorajando e preparando o país para o socialismo e o comunismo.  Para Chiang, os senhores da guerra eram uma grande ameaça para o governo central .  Esta dissimilaridade básica na motivação continuou ao longo dos anos de luta contra a ocupação japonesa na China, apesar de um inimigo comum.
As forças comunistas de Mao mobilizaram o campesinato na China rural contra os japoneses e, no momento da rendição japonesa em 1945, o Partido Comunista Chinês havia construído um exército de quase um milhão de soldados.  A pressão que as forças de Mao colocaram sobre os japoneses beneficiou a União Soviética, e assim as forças do PCC foram supridas pelos soviéticos.  A unidade ideológica do PCC e a experiência adquirida na luta contra os japoneses o prepararam para as próximas batalhas contra o Kuomintang.  Embora as forças de Chiang fossem bem equipadas pelos EUA, elas não tinham uma liderança eficaz, unidade política ou experiência.
Em janeiro de 1949, Chiang Kai-shek deixou o cargo de líder do KMT e foi substituído por seu vice-presidente, Li Zongren.  Li e Mao entraram em negociações para a paz, mas os radicais nacionalistas rejeitaram as exigências de Mao.
A capacidade militar comunista foi um fator decisivo na solução do impasse, e quando Li buscou um atraso adicional em meados de abril de 1949, o Exército Vermelho Chinês cruzou o rio Yangtzé.  Chiang fugiu para a ilha de Formosa (Taiwan), onde cerca de 300.000 soldados já haviam sido levados de helicóptero .

## Relocação de forças e pessoas
Ao longo de 4 meses, a partir de agosto de 1948, os líderes da RC transferiram a Força Aérea da República da China para Taiwan, com mais de 80 voos e três navios.  Chen Chin-chang escreve em seu livro sobre o assunto que uma média de 50 ou 60 aviões voavam diariamente entre Taiwan e China transportando combustível e munição entre agosto de 1948 e dezembro de 1949.
Chiang também enviou os 26 navios de guerra do exército nacionalista para Taiwan.  O último ataque comunista contra as forças nacionalistas começou em 20 de abril de 1949 e continuou até o final do verão.  Em agosto, o Exército Popular de Libertação dominou quase toda a China continental; os nacionalistas detinham apenas Taiwan, as Ilhas Pescadores , a província de Guangdong e algumas regiões no extremo oeste da China.
O diretor do Instituto de História e Filologia, Fu Ssu-nien, persuadiu os acadêmicos chineses a fugir para Taiwan, além de trazer livros e documentos 

## Contrabando de tesouros do continente
Em 1948, Chiang Kai-shek começou a planejar a retirada do KMT para Taiwan com um plano para tirar ouro e tesouros do continente.  A quantidade de ouro que foi movida difere de acordo com as fontes, mas geralmente é estimada entre 3 milhões a 5 milhões taéis (aproximadamente 113,6-115,2 toneladas; um tael é 37,2 gramas).  Além do ouro, o KMT trouxe relíquias antigas, que agora são mantidas no Museu do Palácio Nacional em Taipé, Taiwan.  Alguns estudiosos dizem que a movimentação de ouro e tesouros fazia parte de medidas de proteção contra a invasão e ocupação japonesa, semelhante à forma como os governos europeus transferiram ouro para outros locais durante a Segunda Guerra Mundial.
Há diferentes opiniões sobre os tesouros que estão no Museu do Palácio Nacional  de Taiwan.  Alguns na China vêem a realocação como pilhagem, e outros acreditam que esses tesouros foram acidentalmente protegidos; que eles poderiam ter se perdido para sempre devido à campanha dos Quatro Velhos durante a Revolução Cultural.  Outros acreditam que Taiwan ainda faz parte do território soberano chinês, portanto a realocação não é um problema.
O Museu do Palácio Nacional de Taiwan alega que em 1948, quando a China estava passando pela Guerra Civil, o diretor executivo Chu Chia-hua e outros (Wang Shijie, Fu Ssu-nien, Xu Hong-Bao, Li Ji e Han Lih-wu) se reuniram e discutiram sobre o envio de obras-primas para Taiwan para a segurança dos artefatos.
A missão de Chiang Kai-shek de tirar ouro da China era mantida em segredo porque, segundo o Dr. Wu Sing-yung, toda a missão era operada pelo próprio Chiang.  Apenas Chiang e o pai do Dr. Wu, que era o chefe de finanças do governo KMT, sabiam sobre a movimentação do ouro para Taiwan e todas as ordens dele eram realizadas verbalmente.  O Dr. Wu afirmou que até mesmo o ministro da Fazenda não tinha poder sobre a transferência.  É por isso que não há registros escritos relacionados ao movimento de ouro e tesouros do continente.

### Ouro e tesouros em Taiwan

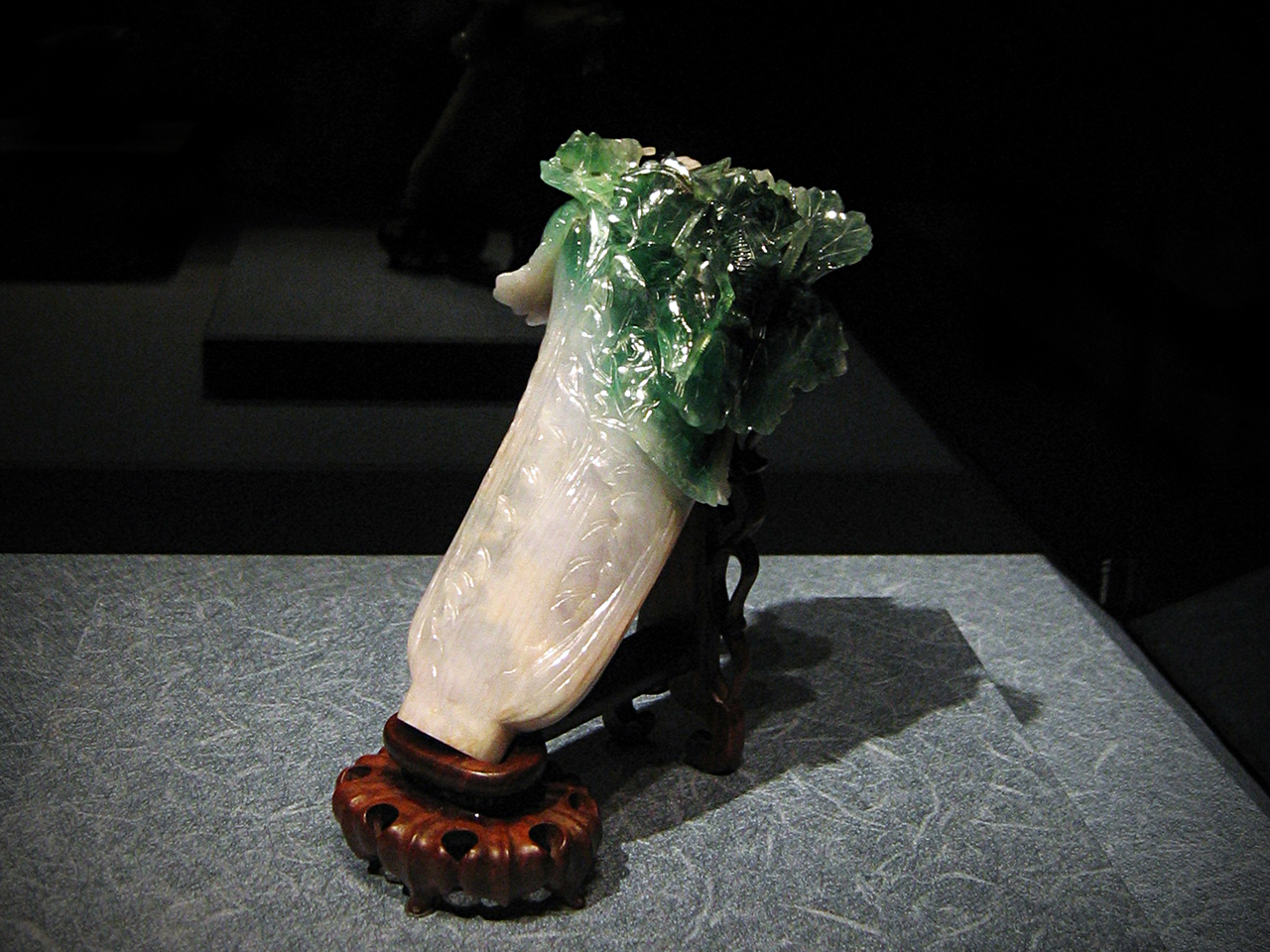
Repolho de jadeíta da dinastia Qing, China

Acredita-se que o ouro trazido para Taiwan foi usado para estabelecer as bases da economia e do governo da ilha. Depois de seis meses da operação de ouro de Chiang, foi lançado o novo dólar taiwanês, que substituiu o dólar taiwanês antigo na proporção de um para 40.000. Acredita-se que 800.000 taéis de ouro foram usados para estabilizar a economia que sofria de hiperinflação desde 1945.
Três dos artefatos mais famosos levados por Chiang são os chamados Três Tesouros do Museu do Palácio Nacional: a Pedra em Forma de Carne, o Repolho de Jadeíta e o Mao Gong Ding.

#### Pedra em Forma de Carne
A Pedra em Forma de Carne, parte da coleção do Museu do Palácio Nacional em Taipei, Taiwan, é feita de jaspe, que é tingida e esculpida para parecer com o dong po-ru, uma barriga de porco cozida chinesa.

#### Repolho de Jadeíta
O segundo dos Três Tesouros é o Repolho de Jadeíta. É esculpido em pedra natural de jade, metade verde e metade branca. Seu tamanho é de 9,1 centímetros, menor que a mão humana média. Como foi esculpido em jade natural, tem muitas falhas e rachaduras. Isso faz com que a escultura pareça mais natural, pois essas rachaduras e defeitos parecem o caule e as folhas do repolho.

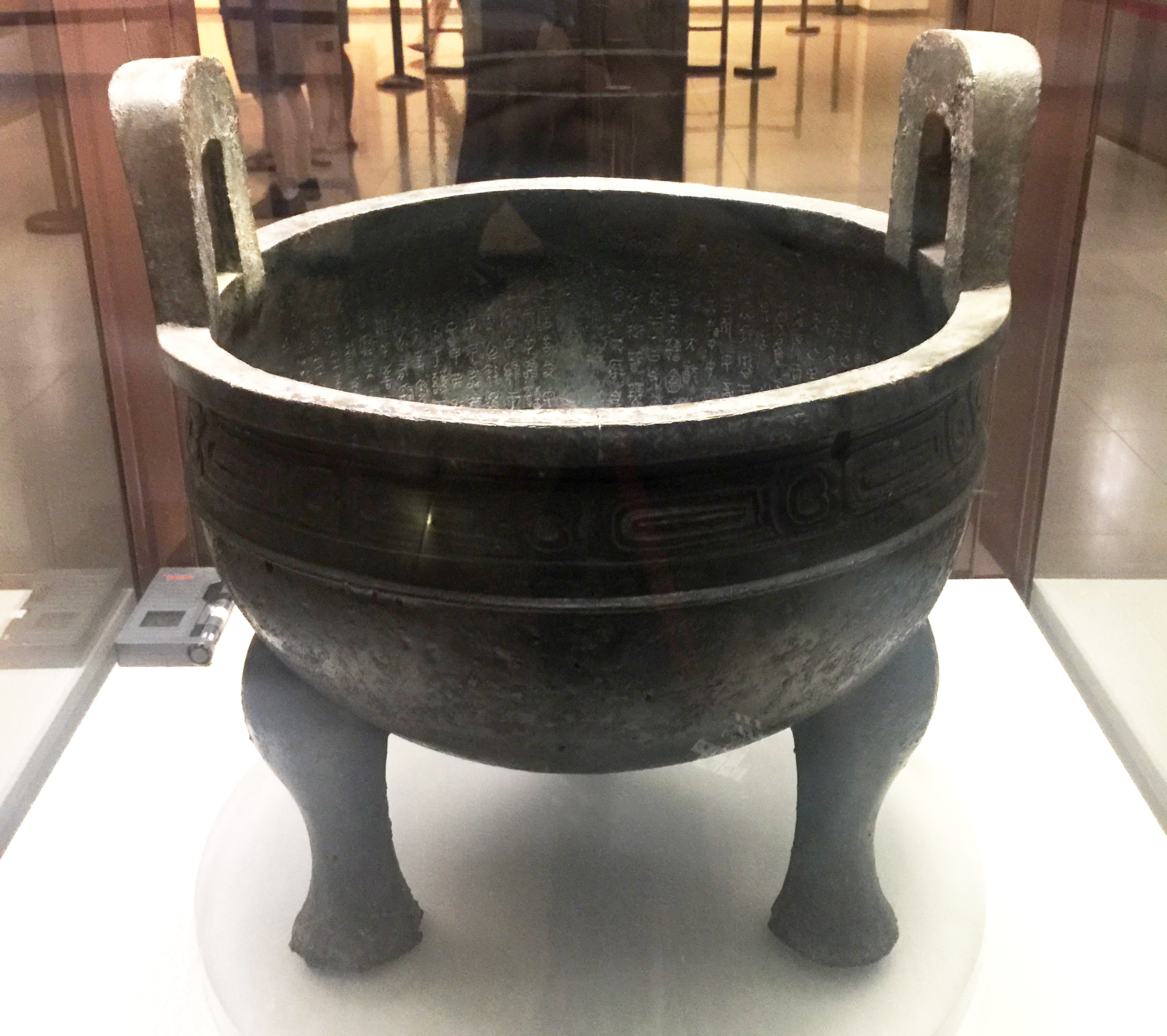
O Mao Gong Ding do Museu do Palácio Nacional, Taipei

#### Mao Gong Ding
O Mao Gong Ding é o terceiro dos Três Tesouros. É um tripé/caldeirão de bronze. Tem uma altura de 53,8 cm, largura de 47,9 cm e um peso de 34,7 kg. Tem uma inscrição de 497 caracteres dispostos em 32 linhas, a mais longa inscrição entre as antigas inscrições em bronze chinês. Diz-se que data da antiga Era Zhou.

## Ações militares imediatas da RC
De Taiwan, a força aérea de Chiang tentou bombardear as cidades continentais de Xangai e Nanquim, mas sem efeito. As forças terrestres de Chiang pretendiam retomar o continente, mas não tiveram sucesso a longo prazo. Assim, as forças comunistas de Mao Tsé-Tung tomaram o controle de toda a China, exceto a ilha de Hainan, o Tibete e Taiwan.
Como um todo, a Guerra Civil teve um impacto imenso no povo chinês. O historiador Jonathan Fenby propõe que “a hiperinflação [durante a Guerra Civil Chinesa] minou a vida cotidiana e arruinou dezenas de milhões de pessoas. Prejudicado por uma base de tributação pobre, aumento dos gastos militares e corrupção generalizada."

## Planos para retomar a China continental
Originalmente, a República da China planejava reconquistar o continente das mãos da República Popular. Após a retirada para Taiwan, Chiang Kai-shek estabeleceu uma ditadura relativamente benigna sobre a ilha com outros líderes nacionalistas, e começou a fazer planos para invadir o continente. Chiang concebeu um plano secreto chamado Projeto Glória Nacional ou Projeto Guoguan (em chinês: 國光計劃; pinyin: Gúoguāng Jìhuà) para conseguir isso. A ofensiva planejada de Chiang envolvia 26 operações, incluindo invasões de terras e operações especiais por trás das linhas inimigas. Ele pediu ao seu filho Chiang Ching-kuo para elaborar um plano de ataques aéreos nas províncias de Fujian e Guangdong, onde muitos soldados da RC e grande parte da população de Taiwan tinham origens. Se tivesse ocorrido, teria sido a maior invasão marítima da história.

### Contexto do Projeto Glória Nacional

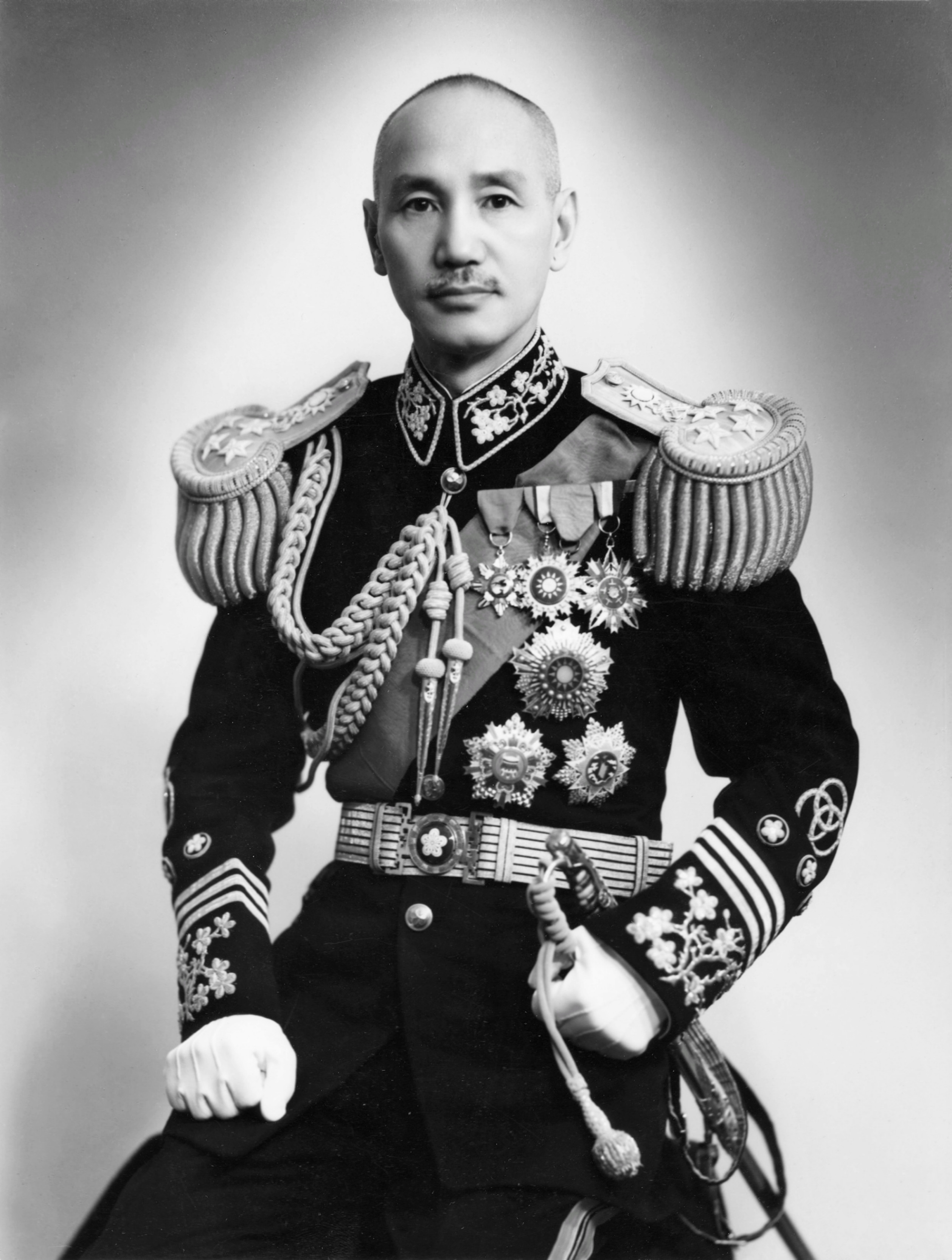
Chiang Kai-shek, O homem que perdeu a China (1952)

Os anos 60 viram o chamado "Grande Salto Adiante" de Mao Tsé-Tung na China continental levar a fomes catastróficas e milhões de mortes, bem como ao progresso da RPC em direção ao possível desenvolvimento de armas nucleares. Assim, Chiang Kai-shek viu uma oportunidade de crise para lançar um ataque para recuperar a China continental.
Neste momento, os EUA estavam lutando a guerra do Vietnã e, para que o Projeto Glória Nacional fosse bem-sucedido, Chiang Kai-shek sabia que precisava da assistência militar dos EUA. Assim, ele se ofereceu para ajudar os americanos a combater a Guerra do Vietnã em troca do apoio dos EUA, propício para recuperar seu território perdido. Os americanos se opuseram e recusaram as sugestões de Chiang. Isso não o impediu. Em vez disso, Chiang prosseguiu com os preparativos e continuou a promover seu plano de recuperar seu território perdido.
Em 1965, os planos de Chiang para o ataque foram concluídos.  Generais e almirantes planejaram as melhores datas para se mobilizar enquanto soldados e oficiais de campo se preparavam para a batalha, segundo arquivos do governo.

### Cronologia
1 de abril de 1961: O ano testemunhou o advento do Projeto Glória Nacional.  O escritório foi construído pelas Forças Armada da República da China juntamente com o Ministério da Defesa Nacional na cidade de Sanxia, no Condado de Taipé (agora um distrito na cidade de Nova Taipé).  O tenente-general do Exército Zhu Yuancong assumiu o papel de governador e lançou oficialmente o projeto para compor um plano prudente de operações para recuperar os territórios perdidos na China continental.  Ao mesmo tempo, o estabelecimento do Projeto Juguan Predefinição:Clarify span veio à luz por meio de que os membros militares começaram a elaborar uma possível aliança com as tropas americanas para atacar a China continental.
Abril de 1964: Durante este ano, Chiang Kai-shek organizou um conjunto de abrigos antiaéreos e cinco escritórios militares no lago Cihu (em chinês: 慈湖), que serviu como um centro de comando secreto.  Após o estabelecimento do Projeto Glória Nacional, vários sub-planos foram colocados em prática, como a área frontal do inimigo, a guerra especial na retaguarda, o ataque surpresa, o contra-ataque e a assistência contra a tirania.
No entanto, as Forças Armadas dos Estados Unidos e o Departamento de Defesa dos EUA, juntamente com o Departamento de Estado, opuseram-se fortemente à Projeto Glória Nacional; rejeitando o plano do KMT para retomar a China continental.  Assim, todas as semanas as tropas americanas checavam o inventário de veículos de pouso anfíbio da República da China usados pela RC e ordenavam que membros do grupo de assessoria militar norte-americana sobrevoassem o acampamento do Projeto Glória Nacional em missões de reconhecimento.  Esses sobrevoos enfureceram Chiang Kai-Shek.
17 de junho de 1965: Chiang Kai-shek visitou a Academia Militar da República da China para se reunir com todos os oficiais de nível médio e superior para planejar e lançar o contra-ataque.
24 de junho de 1965: uma multidão de soldados Predefinição:How many morreu durante um treinamento para fingir um ataque comunista em grandes bases navais no sul de Taiwan, perto do distrito de Zuoying.  As mortes que ocorreram durante o acontecimento foram as primeiras, mas não as últimas, no Projeto Glória Nacional. 
6 de agosto de 1965: Um navio de torpedagem da Marinha do Exército Popular de Libertação emboscou e afundou 200 soldados quando o navio de guerra naval de Zhangjiang executou o Tsunami Número 1, em uma tentativa de transportar forças especiais para as vizinhanças da ilha costeira de Dongshan, no leste da China continental. uma operação de coleta de informações .
Novembro de 1965: Chiang Kai-shek ordenou que dois outros navios da marinha, o CNS Shan Hai e o CNS Lin Huai, pegassem soldados feridos nas ilhas de Magong e Wuqiu, em Taiwan.  No entanto, os navios foram atacados por 12 navios da RPC, o Lin Huai afundado e cerca de 90 soldados e marinheiros foram mortos em ação.  Surpreendido pela grande perda de vidas na batalha naval em Magong, Chiang desistiu do Projeto Glória Nacional.
Depois de várias invasões de treino mal sucedidas entre agosto de 1971 e junho de 1973, na preparação para os principais desembarques, o golpe de 1973 que testemunhou a ascensão de Nie Rongzhen ao poder em Pequim  levou Chiang a cancelar todos os ataques falsos e iniciar as operações de pouso.  Tendo dito isso, de acordo com o Gen Huang Chih-chung, que era um coronel do exército na época e parte do processo de planejamento, Chiang Kai-shek nunca desistiu completamente do desejo de reconquistar a China; "mesmo quando ele morreu (em 1975), ele ainda esperava que a situação internacional mudasse e que os comunistas fossem exterminados um dia".

### Fracasso e mudança de foco para modernização
O fracasso do Projeto Glória Nacional, de Chiang, mudou o curso da história chinesa e taiwanesa, alterando para sempre as relações China-Taiwan. Por exemplo, os taiwaneses “mudaram o foco para a modernização e defesa de Taiwan, em vez de preparar Taiwan para recuperar a China”, afirmou Andrew Yang, cientista político especializado em relações Taiwan-China no Conselho de Estudos Políticos Avançados, de Taipé. O filho de Chiang Kai-shek, Chiang Ching-kuo, que mais tarde o sucedeu como presidente, concentrou-se em manter a paz entre o continente e Taiwan. Hoje, as relações políticas entre Taiwan e a China mudaram; "Espero que se desenvolvam pacificamente ... Não há necessidade de guerra."

## Reforma do Kuomintang
Depois de serem expulsos do continente, Chiang Kai-shek e outros líderes do KMT perceberam que deveriam reformar o partido.

Bandeira do partido e emblema do Kuomintang; baseado no Céu Azul com um Sol Branco, que também aparece na Bandeira da República da China.

### Reinventando um novo partido político

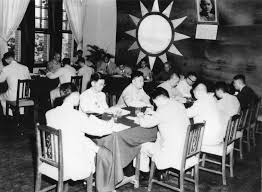
Em agosto de 1950, o KMT realizou sua primeira reunião do Comitê Central de Reforma para lançar as reformas do partido

No final de 1949, quase destruído pelos comunistas chineses, o Kuomintang se mudou para Taiwan e se reinventou. Não só a liderança do KMT construiu um novo partido, como também construiu uma nova política em Taiwan que criou prosperidade econômica. De agosto de 1950 a outubro de 1952, mais de quatrocentas reuniões de trabalho foram realizadas quase quatro vezes por semana para discutir como construir um novo partido político e implementar políticas do governo nacionalista. Em 5 de agosto de 1950, Chiang escolheu o Comitê Central de Reforma (CCR) para servir como principal liderança do partido no planejamento e na atuação. Os membros da CCR eram em média jovens, com uma idade média de 47 anos e todos tinham diplomas universitários.
O novo CCR tinha seis objetivos..
1. Fazer do KMT um partido democrático revolucionário;
2. Recrutar camponeses, trabalhadores, jovens, intelectuais e capitalistas;
3. Aderir ao centralismo democrático;
4. Estabelecer a equipe de trabalho como a unidade organizacional básica;
5. Manter altos padrões de liderança e obedecer às decisões do partido;
6. Adote os Três Princípios do Povo do Dr. Sun Yat-sen como a ideologia do KMT.

Todos os membros do CCR fizeram um juramento para cumprir os objetivos finais do partido, que era se livrar dos comunistas e recuperar o continente chinês.

### Expandindo a base social do partido
Tendo organizado um partido coeso e leal, Chiang Kai-shek queria estender sua influência para dentro da sociedade de Taiwan, a fim de ampliar sua base social. Uma maneira de fazer isso era selecionar novos membros de diferentes grupos socioeconômicos. Vários membros do ramo do partido receberam ordens para recrutar novos membros, especialmente estudantes e professores. Os novos membros tinham que demonstrar lealdade à parte do KMT, entender o que o partido representava, obedecer aos princípios do partido e prestar serviços para o partido.Em troca, o CCR prometeu prestar atenção às necessidades da sociedade, o que ajudou o CCR a definir um propósito político claro. A política partidária também visava formas de melhorar as condições de vida das pessoas comuns. Ter novos ramos partidários compostos de pessoas de status social semelhante foi uma estratégia que melhorou as relações com os trabalhadores, líderes empresariais, agricultores e intelectuais. Com os novos ramos do partido promovendo os vários grupos de pessoas, o KMT pôde lentamente estender seu controle e influência às aldeias de Taiwan. Em outubro de 1952, os membros do KMT haviam alcançado quase 282 mil, em comparação com os 50 mil membros que haviam fugido para Taiwan. Mais significativo, mais da metade dos membros do partido eram taiwaneses. No final da década de 1960, esse número subiu para quase um milhão.
O CCR responsabilizou suas equipes de trabalho pela aplicação das políticas do partido e por informar os membros sobre como se comportar. Eles também impediram a infiltração comunista e recrutaram novos membros do partido depois de investigar suas origens, a fim de realizar reuniões regulares para discutir a estratégia partidária. O novo partido, então, se comportou de maneira muito diferente do que tinha antes de 1949, com suas equipes de trabalho tendo novas responsabilidades gerenciais e de treinamento. De acordo com as novas regras do KMT, todos os membros do partido tinham que se juntar a uma equipe de trabalho e participar de suas reuniões para que a liderança do partido descobrisse quem era leal e ativo. De acordo com um relatório, no verão de 1952, o quartel do partido provincial de Taiwan do KMT tinha pelo menos trinta mil unidades de trabalho no campo, cada unidade possuindo pelo menos nove membros que trabalhavam em várias agências estatais, áreas de Taiwan e ocupações. Gradualmente, o partido expandiu sua influência na sociedade e no estado.

### Reformas políticas locais
Uma importante tática do KMT era promover reformas políticas limitadas em nível local para aumentar a autoridade do partido com o povo taiwanês. Para legitimar a República da China (RC) como o governo central de toda a China, o governo nacionalista de Taiwan precisava de representantes eleitos para toda a China. Assim, em 1947, mais de mil continentais em Nanquim foram eleitos pelo povo chinês como membros da Assembléia Nacional, do Legislativo Yuan e do Controle Yuan. Depois de chegar a Taiwan, esses representantes foram autorizados a ocupar seus lugares até que a próxima eleição da RC pudesse ser realizada no continente, legitimando assim o controle da RC sobre Taiwan.
Nesse novo ambiente político, o KMT reformado e o governo da RC puderam propor seu novo poder. Chiang Kai-shek acreditava que, nessa política autoritária, as eleições locais poderiam promover a eventual democracia de Taiwan. As pessoas não acreditavam que o KMT fosse interferir nessas eleições. No entanto, tendo tantas eleições locais em um ano, muitos eleitores foram convencidos a pensar que o KMT queria promover o pluralismo político. Os líderes do partido tentaram ampliar sua influência enquanto apenas lentamente permitiam que os políticos adversários competissem, dando lições políticas para ensinar aos eleitores como a democracia deveria funcionar.
Em janeiro de 1951, foram realizadas as primeiras eleições para o conselho municipal e dos condados. Em abril, outras eleições se seguiram para escritórios municipais e municipais. Em dezembro, foi organizada a Assembléia Provincial Provisional de Taiwan. Seus membros foram nomeados pelas assembleias municipais e dos condados. Através da aplicação da lei marcial e do controle das regras eleitorais locais, o KMT venceu a maioria das eleições locais, mas afirmou que eleições livres haviam sido realizadas. Chiang acreditava que havia liberdade suficiente. Portanto, os líderes do partido continuaram a enfatizar que a lei marcial ainda era necessária.

## Opiniões sobre a legalidade da tomada de Taiwan pelo KMT
Há pontos de vista opostos sobre a legalidade da aquisição de Taiwan pelo KMT. Na época da retirada para Taiwan, o KMT afirmou que eles eram um governo no exílio. O governo comunista chinês sustenta até hoje que a República da China em Taiwan é uma província rebelde que deve voltar a ser governada pelo continente.
De acordo com um artigo publicado em 1955 sobre o status legal de Taiwan, "foi apontado que Chiang Kai-shek não teria direito à ilha porque ele é 'meramente foragido de seu exército' lá e, além disso, é um governo em exílio". Além disso, o Tratado de São Francisco, que foi oficialmente assinado por 48 nações em 8 de setembro de 1951, não especificava a quem o Japão estava cedendo as ilhas de Taiwan e dos Pescadores.
Segundo o professor Gene Hsiao, "desde que o Tratado de Paz de São Francisco e o tratado separado do KMT com o Japão não especificavam a quem o Japão estava cedendo Taiwan e os Pescadores, a implicação da posição dos EUA era legalmente, e na medida em que os signatários dois tratados estavam preocupados, Taiwan tornou-se uma ilha "sem dono" e o KMT, por sua própria concordância com a política americana, um governo estrangeiro no exílio."